# ベクトルポテンシャル
数学のうちベクトル解析において、3次元ベクトル場A が、3次元ベクトル場v のベクトルポテンシャル（英: vector potential）であるとは、
{\displaystyle \operatorname {rot} {\boldsymbol {A}}={\boldsymbol {v}}}
であることを意味する。3次元以外のベクトル場については、微分形式を用いた拡張（例えば、ポアンカレの補題）が考えられる。

## 定義
D を、R3 の領域とする。v : R3 → R3 を、D の近傍で定義された、微分可能な3次元ベクトル場とする。
このとき、3次元ベクトル場A が、v のベクトルポテンシャルであるとは、
{\displaystyle \operatorname {rot} {\boldsymbol {A}}={\boldsymbol {v}}}
であることを意味する。

## 性質

### ベクトルポテンシャルが存在する必要条件
3次元ベクトル場 A が、v のベクトルポテンシャルであるとき、ベクトル解析の恒等式
{\displaystyle \operatorname {div} \operatorname {rot} =0}
を考えあわせると、
{\displaystyle 0=\operatorname {div} (\operatorname {rot} {\boldsymbol {A}})=\operatorname {div} {\boldsymbol {v}}}
が成立する。従って、div v = 0 でない限り、v はベクトルポテンシャルを持たない。

### 不定性
3次元ベクトル場A が、v のベクトルポテンシャルであるとする。このとき、rot X = 0 となるようなベクトル場に対し、
{\displaystyle \operatorname {rot} ({\boldsymbol {A}}+{\boldsymbol {X}})={\boldsymbol {v}}}
が成立する。従って、以下の定理が成り立つ。
定理
A が、v のベクトルポテンシャルであるとき、ベクトル場X が
rot X = 0
を満たせば、A + X もまた、v のベクトルポテンシャルである。

## 求め方
ベクトルポテンシャルの求め方には様々な方法がある。一般には、ベクトルポテンシャルは、求め方によって異なるものが得られる。しかし、いずれの解法で得られたものも、互いにゲージ変換で移りあう。
本項では、他の項目を見る際に混乱しないよう、敢えて、ベクトルポテンシャルを求められる方のベクトル場も、得られたベクトルポテンシャルも、それぞれの解法がよく用いられる分野でよく用いられる記法を採用した。

### その1
以下の定理は物理学的な意味づけに乏しいが、微分形式論の、ポアンカレの補題の証明において、よく使われる手法に基づいている。
定理（ホモトピー法によるベクトルポテンシャルの求め方）
p を、R3 の一点とする。M はR3 の領域であり、かつ、点p を中心に星形とする。
また、X を、M 上で定義された3次元ベクトル場で、div X = 0 とする。
このとき、3次元ベクトル場 F (x ) を、
{\displaystyle {\boldsymbol {F}}({\boldsymbol {x}})=\int _{0}^{1}s(({\boldsymbol {x}}-{\boldsymbol {p}})\times ({\boldsymbol {X}}(s{\boldsymbol {x}}+(1-s){\boldsymbol {p}}))\ ds}
とすると、F は、X のベクトルポテンシャルである。

### その2
ビオ・サバールの法則のアナロジーにより以下の定理が成り立つ。以下のベクトルポテンシャルは、電流密度と、磁場との関係を表しているので、電流ベクトルポテンシャルといわれる。
定理
j を、無限遠で 0 であり、かつ、div j = 0 を満たす、単連結領域V 上で定義されている3次元ベクトル場とする。このとき、
{\displaystyle {\boldsymbol {H}}=\int _{V}{\frac {{\boldsymbol {j}}({\boldsymbol {s}})\times ({\boldsymbol {r}}-{\boldsymbol {s}})}{4\pi |{\boldsymbol {r}}-{\boldsymbol {s}}|^{3}}}d^{3}{\boldsymbol {s}}}
は、j のベクトルポテンシャルである。
証明：
両辺にrotを作用させると、
{\displaystyle \operatorname {rot} {\boldsymbol {H}}={\frac {1}{4\pi }}\int _{V}\operatorname {rot} \left({\boldsymbol {j}}\times {\frac {\hat {\boldsymbol {r}}}{r^{2}}}\right)d^{3}{\boldsymbol {s}}}
となる。ここで、ベクトル解析の恒等式より
{\displaystyle \operatorname {rot} \left({\boldsymbol {j}}\times {\frac {\hat {\boldsymbol {r}}}{r^{2}}}\right)=\left(\operatorname {div} {\frac {\hat {\boldsymbol {r}}}{r^{2}}}\right){\boldsymbol {j}}-(\operatorname {div} {\boldsymbol {j}}){\frac {\hat {\boldsymbol {r}}}{r^{2}}}}
また、
{\displaystyle \operatorname {div} {\frac {\hat {\boldsymbol {r}}}{r^{2}}}=4\pi \delta (r)}
なので、
{\displaystyle \operatorname {rot} {\boldsymbol {H}}={\frac {1}{4\pi }}\int _{V}4\pi \delta (r){\boldsymbol {j}}d^{3}{\boldsymbol {s}}}
となる。積分を実行して、最終的に
{\displaystyle \operatorname {rot} {\boldsymbol {H}}={\boldsymbol {j}}}
が得られる。

### その3
以下の定理は、ヘルムホルツの定理の特殊な場合であり、時間変動のない磁場から電磁ベクトルポテンシャル（物理学では、単にベクトルポテンシャルといったらこれを指す）を求める際によく用いられる手法である。
定理
H を、無限遠で 0 であり、かつ、div H = 0 を満たす、単連結領域V 上で定義されている3次元ベクトル場とする。このとき、
{\displaystyle {\boldsymbol {A}}({\boldsymbol {r}})={\frac {1}{4\pi }}\int _{V}{\frac {\nabla '\times {\boldsymbol {H}}({\boldsymbol {s}})}{\left|{\boldsymbol {r}}-{\boldsymbol {s}}\right|}}\mathrm {d} s}
は、H のベクトルポテンシャルである。